# Maria Bonfanti
Maria (Marie, Marietta) Bonfanti (Milano, 16 febbraio 1845 – New York, 25 gennaio 1921) è stata una ballerina italiana naturalizzata statunitense.
Emigrata negli Stati Uniti nel 1866, vi svolse l'intera carriera, prima come danzatrice di successo e quindi come maestra di ballo.

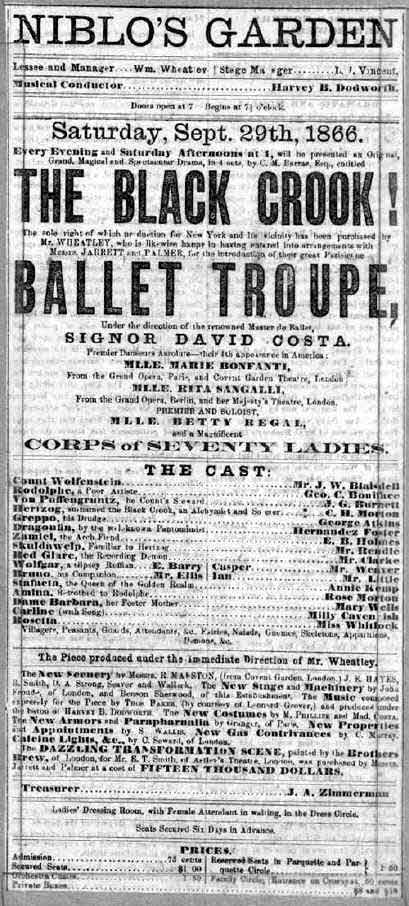
La locandina di The Black Crook, di cui Bonfanti fu protagonista nel 1866

## Biografia
Nata a Milano, studia presso la scuola di ballo del Teatro alla Scala, ricevendo così le impostazioni di Carlo Blasis che l'aveva diretta tra il 1837 e il 1850. Nei primi anni Sessanta dell'Ottocento, si esibisce in varie città italiane all'estero, all'Opéra di Parigi e al Covent Garden a Londra.
Nel 1866 emigra in America come "prima ballerina assoluta" (un titolo che ha sempre insistito di avere nei propri contratti), debuttando il 10 settembre 1866 al Niblo's Garden Theater di New York. È la prima ballerina della Scala a esibirsi negli Stati Uniti. Due giorni dopo appare come solista con Rita Sangalli nello spettacolo The Black Crook, nello stesso teatro. Il trionfo dello spettacolo, lancia entrambe le ballerine della Scala ad una carriera di successo.
Negli anni seguenti Bonfanti prende parte a numerosi tour negli Stati Uniti, apparendo in svariate riviste musicali, tra cui The White Fawn, il seguito de The Black Crook. Appare nel balletto Sylvia di Léo Delibes al Metropolitan Alcazar Concert Hall il 15 luglio 1882.
Nel 1885-86 diventa prima ballerina al New York Metropolitan Opera House.
Dopo il suo ritiro dalle scene nel 1892, apre una scuola a New York, dove insegna fino al 1916. Hanno studiato con lei Isadora Duncan e Ruth St. Denis. Continua ad apparire occasionalmente in spettacoli di danza. Nell'agosto del 1901 Bonfanti danza ancora con Rita Sangalli al Metropolitan Opera House, durante la stagione inaugurale di balletti.